# Судьбодаровка
Судьбода́ровка (рос. Судьбодаровка) — село у складі Новосергієвського району Оренбурзької області, Росія.

## Населення
Населення — 727 осіб (2010; 753 у 2002).
Національний склад (станом на 2002 рік):
- росіяни — 40 %